# Paralimnophila (Paralimnophila) mossmanensis
Paralimnophila (Paralimnophila) mossmanensis is een tweevleugelige uit de familie steltmuggen (Limoniidae). De soort komt voor in het Australaziatisch gebied.